# Heinrich Dreser

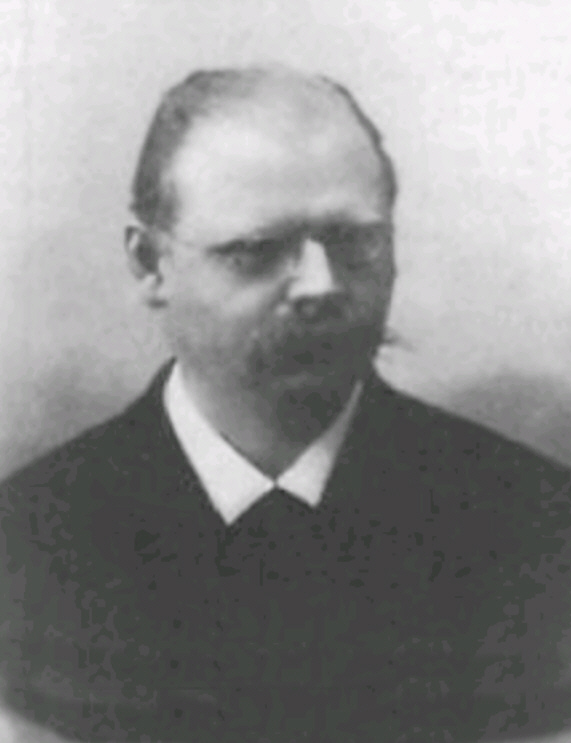
Heinrich Dreser, 1897

Heinrich Dreser (* 1. Oktober 1860 in Darmstadt; † 21. Dezember 1924 in Zürich) war ein deutscher Arzt und Pharmakologe. Er leitete Universitätsinstitute und das Pharmakologische Laboratorium der Bayer AG, damals „Farbenfabriken vorm. Friedr. Bayer & Co.“, in Elberfeld. Dort entdeckte er mit den Chemikern Arthur Eichengrün und Felix Hoffmann das Diacetylmorphin (bekannt unter dem Handelsnamen Heroin) und die Acetylsalicylsäure (Aspirin), welche Dreser pharmakologisch erprobt hat und 1899 als Aspirin in die Therapie eingeführt wurde.

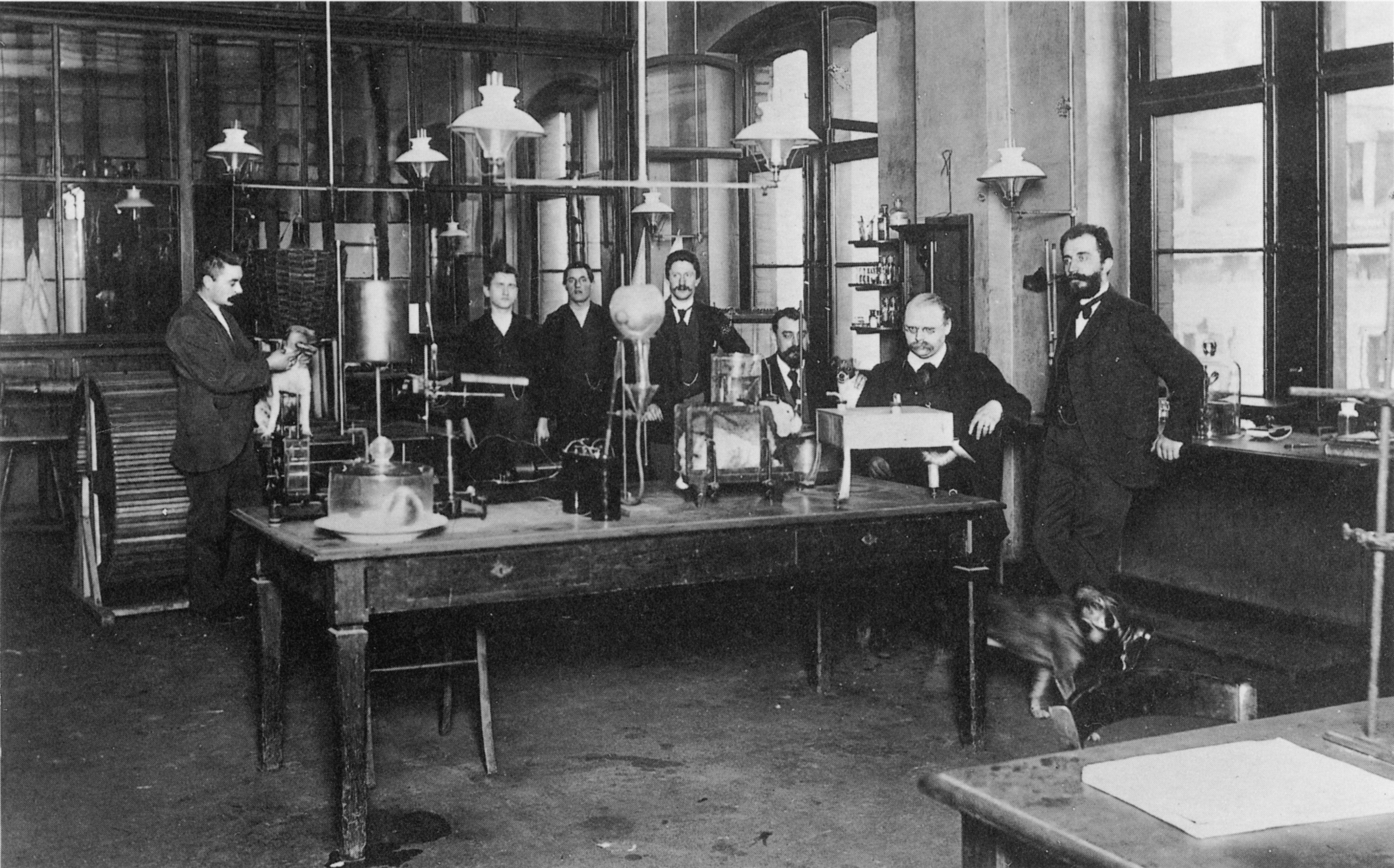
Heinrich Dreser (2. von rechts) im Pharmakologischen Laboratorium bei Bayer 1897.

## Leben
Hauptquellen sind die Nachrufe seines akademischen Kollegen Hans Horst Meyer und seines Industrie-Kollegen Ernst Lomnitz. Dreser studierte in Heidelberg Medizin und wurde dort 1884 mit einer Arbeit „Zur Chemie der Netzhautstäbchen“ zum Dr. med. promoviert. Anschließend arbeitete er am Physiologischen Institut der Schlesischen Friedrich-Wilhelms-Universität zu Breslau bei Rudolf Heidenhain, am Pharmakologischen Institut der Kaiser-Wilhelm-Universität Straßburg bei Oswald Schmiedeberg und am Physiologisch-chemischen Institut der Eberhard Karls Universität Tübingen bei Gustav von Hüfner. In Tübingen habilitierte er sich 1891 für Pharmakologie und Toxikologie. Er ging dann zu Carl Binz ans Pharmakologische Institut der Rheinischen Friedrich-Wilhelms-Universität Bonn, von wo er 1896 als Nachfolger von Wilhelm Marmé (1832–1897) auf den Lehrstuhl für Pharmakologie der Georg-August-Universität Göttingen berufen wurde, zunächst allerdings nur als außerordentlicher Professor. Das mag der Grund dafür gewesen sein, dass er zum 1. April 1897 die Leitung des 1890 gegründeten Pharmakologischen Laboratoriums der „Farbenfabriken vorm. Friedr. Bayer & Co.“ in Elberfeld übernahm.
Nach siebzehn Jahren bei Bayer, 1914, wandte er sich, wie Hans Horst Meyer schreibt, „aus mir unbekannten Gründen nach Lüttich, wo ihm ein experimentelltherapeutisches Laboratorium zur Mitarbeit offen stand. Wenige Monate später brach der Krieg aus, und Dreser mußte gleich allen Deutschen unter Zurücklassung von Hab und Gut mit seiner Gattin eiligst Belgien verlassen.“ Er erhielt, vermutlich finanziell unabhängig dank seiner Tantiemen von Bayer, am Institut für Biochemie der Medizinischen Akademie Düsseldorf eine ehrenamtliche Professur für Pharmakologie, aus der 1923 ein selbständiges Pharmakologisches Institut hervorging.
Im Oktober 1924 begann er Experimente an dem von Max Cloetta (1868–1940) geleiteten Pharmakologischen Institut der Universität Zürich, starb aber nach wenigen Wochen. Umfassend gebildet sei er gewesen, habe Geige, Bratsche und Cello gespielt, dabei verschlossen, im Gespräch oft sarkastisch oder ironisch, außer im wissenschaftlichen Austausch wenig geneigt zum Umgang mit Menschen.

## Forschung: an Universitäten
Nach Hans Horst Meyer besteht Dresers Leistung vor allem in der Quantifizierung pharmakologischer Beobachtungen; er „suchte die Untersuchungsmethodik so einzurichten und dem jeweiligen Vorwurf in solcher Weise anzupassen, dass sie zu einem zahlenmäßig darstellbaren Ergebnis führen musste. Das setzt nicht nur mathematisch-physikalische Gewandtheit, sondern auch in bedeutendem Maße erfinderisches Geschick voraus.“ Beides bewährte er, als er im Schmiedebergschen Labor in Straßburg eine Methode zur Quantifizierung der Arbeit von isolierten Froschherzen ersann. Ebenfalls aus Straßburg stammt eine Arbeit über Lobelin, ein Alkaloid aus der nordamerikanischen Loblia inflata. Die Pflanze war „ein Hauptmittel des amerikanischen Quacksalberthums, der ‚Medical botanists‘, welche Lobelia als Panacee bei den verschiedensten Krankheiten anwandten. Eine derart ausgiebige Verwendung heroisch wirkender Mittel, wie sie die Volksmedicin oft beliebt, hat die amerikanische und englische Literatur zu einer Fundgrube ‚medicinaler‘ Vergiftungen durch Lobelia inflata gemacht. … Der Umstand, dass das Medicament sehr häufig Erbrechen bewirkt, scheint vielen Patienten das Leben gerettet zu haben; die Lobelia wirkte dabei gewissermaassen als ‚Antidot gegen sich selbst‘“. Dreser erkannte, „dass das Alkaloid Lobelin ein Respirationsgift ist“ und bei nicht zu hoher Dosierung die Atmung anregte. Wieder ersann er eine Quantifizierung, diesmal des Atemzugvolumens; sie wurde eine Standardmethode. Lobelin wurde später auch therapeutisch als Atemstimulans angewendet. In Tübingen benutzte Dreser die Gefrierpunkterniedrigung zur Bestimmung des Harngehaltes an gelösten Stoffen und zum Studium der Nierentätigkeit. Seit seiner Bonner Zeit und bis zu seinen letzten Wochen in Zürich beschäftigte er sich mit den Gefahren von Inhalationsanästhetika, warnte vor dem heute nicht mehr gebrauchten Bromethan und konstruierte Narkoseapparate.

## Forschung: bei Bayer
In Elberfeld, später Leverkusen entstand unter Dreser und dem Bayer-Direktor Carl Duisberg neben den pharmazeutisch-chemischen Laboratorien ein großes pharmakologisches Labor, das wohl älteste pharmakologische Industrie-Labor. 1910 richtete Dreser zudem ein eigenes Labor für antimikrobielle Chemotherapie ein, aus dem so berühmte Stoffe hervorgingen wie Suramin (Germanin, 1924), Mepacrin (Atebrin, 1930) und das erste Sulfonamid, Sulfamidochrysoidin (Prontosil, 1935). Ernst Lomnitz urteilte: „Die Ära Dreser bedeutet in der Geschichte der Pharmazeutischen Abteilung der Farbenfabriken vorm. Friedr. Bayer & Co. einen Markstein, denn damit wurde der Ärztewelt der Beweis erbracht, daß an dieser Stätte ernsthaft und nach nur streng wissenschaftlichen Gesichtspunkten gearbeitet wurde, und für die Kliniker ergab sich das beruhigende Bewußtsein, daß sie die ihnen übergebenen tierexperimentell geprüften und als brauchbar befundenen Präparate getrost am Krankenbett verwenden durften.“
Dreser trug als Pharmakologe zur Einführung zweier von Oswald Schmiedeberg angeregter Carbamidsäureester als Schlafmittel bei, nämlich den von ihm synthetisierten Urethanabkömmlingen Hedonal und Carbromal (Adalin). Sie schirmten die Nervenzellen, meinte er, von der Außenwelt ab. „Diese ‚innere Ruhe‘ des Centralnervensystems ermöglicht erst den gesunden Schlaf, oder wie Shakespeare den Macbeth sagen lässt: ‚den heiligen Schlaf, das Hauptgericht am Tisch des Lebens‘.“ Jedoch sind Hedonal und Carbromal wie fast alle deutlich wirkenden Schlafmittel außer den Benzodiazepinen der zahlreichen tödlichen Vergiftungen wegen aus der Therapie verschwunden. Das gilt auch für das Barbiturat Phenobarbital (Luminal) als Schlafmittel, das Heinrich Hörlein 1911 in den pharmazeutisch-chemischen Labors von Bayer synthetisierte. In der Epilepsie-Behandlung ist Phenobarbital dagegen, seit Alfred Hauptmann es 1912 für diese Indikation entdeckte, eines der wichtigsten Medikamente geblieben.
Seine Erfahrung in der Nierenphysiologie nutzte Dreser bei der Entwicklung des Theophyllin-Präparats Theocin als Diuretikum. Er erkannte, dass es stärker wirkte als seine nahen Verwandten Coffein und Theobromin und folgerte: „Jedenfalls steht nach diesen Diureseversuchen am gesunden Menschen zu erwarten, dass das Theocin infolge seiner ausgesprochenen eliminatorischen Functionen nicht nur für Wasser, sondern auch gegenüber Salzen, … auch in dem pathologischen Zustande der Wassersucht dieselben das Wasser bindenden Bestandtheile eliminiren und dadurch das an diese Elektrolyten gebundene Wasser mobil machen wird.“ Oskar Minkowski, Mitentdecker der Rolle der Bauchspeicheldrüse beim Kohlenhydratstoffwechsel, stimmte zu: „Durch eine sinnreiche Combination physikalisch-chemischer Methoden, indem er das Verhältnis der Gefrierpunktserniedrigung zur elektrischen Leitfähigkeit im Harne bestimmte, gelangte Dreser zu dem Schlusse, dass das Theophyllin nicht nur das Harnwasser vermehrt, sondern auch die Gesammtzahl der in der Minute ausgeschiedenen Moleküle steigert, und zwar besonders dadurch, dass zunächst Electrolyte (Salze) in noch stärkerem Maasse als Nicht-Electrolyte hinausbefördert werden.“ Dresers und Minkowskis Einsicht gilt bis heute: Eine negative Flüssigkeitsbilanz „gelingt nur, wenn die Ausscheidung von Salzen erhöht wird, die ihrerseits osmotisch Wasser binden“.
Dreser trug außerdem zur Einführung des nicht bitter schmeckenden Chinin-Derivats Aristochin und der kolloidalen Silber-Albumin-Verbindung Protargol bei. Protargol wurde zur äußerlichen Anwendung vor allem bei Gonorrhoe höchst erfolgreich. Der pharmazeutisch-chemische Erfinder war Arthur Eichengrün. Seine Tantiemen für Protargol betrugen allein im Jahr 1907 13.309 Mark – ein Lehrer verdiente damals 1200 bis 1500 Mark pro Jahr. Dreser maß zur Quantifizierung der adstringierenden Wirkung von Silberverbindungen die Dehnbarkeit isolierter Lungenflügel von Fröschen – ein weiteres Mal eine eigene Methode.
Waren diese Arzneistoffe der Ära Dreser wichtig und sind es im Fall des Phenobarbitals bis heute, so wurden im eigentlichen Sinn spektakulär das Diacetylmorphin oder Heroin und die Acetylsalicylsäure oder Aspirin.

## Forschung: Heroin und Aspirin
Die Erfindungen des Heroins und Aspirins weisen nach Michael de Ridder bemerkenswerte Übereinstimmungen auf:
- Beide wurden durch Acetylierung gewonnen. Acetylierungen mit Acetanhydrid zur Gewinnung bzw. „Veredelung“ von Arznei- oder Naturstoffen gab es schon lange zuvor.[24] Durch Acetylierung wurde 1886 aus dem Anilin das fiebersenkende Acetanilid (Antifebrin) und 1887 – bei Bayer – aus dem p-Phenetidin das fiebersenkende Phenacetin. So lag es im Zug der Zeit, dass bereits vor Dresers Dienstantritt 1897 in der pharmazeutisch-chemischen Abteilung aus Morphin das schmerz- und hustenlindernde Diacetylmorphin hergestellt worden war. Ein Jahr nach Diacetylmorphin folgte die erste Herstellung von reiner Acetylsalicylsäure.
- Bayer konnte beide Synthesewege nicht mehr patentrechtlich schützen lassen, da sie bereits von C.R.A. Wright (1874; Morphin) und H. v. Gilm (1859; Acetylsalicylsäure) aufgezeigt worden waren. Für beide Substanzen wurden aber die Markenrechte Heroin und Aspirin eingetragen.
- Bei beiden bestanden Dresers pharmakologisch-vorklinische Studien in Vergleichen mit Standardsubstanzen, einmal dem Codein, das andere Mal der Salicylsäure. Beide Mal zog Dreser bei vermutlich korrekten Befunden fundamental falsche Schlüsse.

Nach ihrer Einführung aber konnten die Wege der beiden Substanzen gegensätzlicher nicht sein. Heroin löste alsbald eine hitzige Kontroverse aus. Es hat die Grundlagenforschung nicht nennenswert befördert, wurde aber zum am meisten missbrauchten Opioid, von dem im Jahr 2010 weltweit etwa 396 Tonnen produziert wurden und auf das der größte Teil der Drogen-Morbidität und -Mortalität in der Europäischen Union zurückzuführen ist. Um die Acetylsalicylsäure gab es wenig Streit. Sie hat über die Entdeckung ihres Wirkmechanismus – Hemmung der Biosynthese von Prostaglandinen – die Grundlagenforschung außerordentlich befruchtet, wurde zum erfolgreichsten Arzneistoff aller Zeiten und ist heute der meistbenutzte, mit einer Jahresproduktion weltweit von rund 50.000 Tonnen.
Bei Bayer schätzte man das Verdienst Dresers besonders hoch. So schrieb Carl Duisberg 1920: „Die Erfindung [des Aspirins] gipfelte hier lediglich und allein in der Auffindung der trefflichen pharmakologischen Eigenschaften, die Dreser in unserem Laboratorium ausfindig gemacht hat.“ Dreser allein bezog von den Farbenfabriken Tantienem für Heroin und Aspirin. Noch im Jubiläumsbuch Meilensteine – 125 Jahre Bayer 1863–1988 werden im Kapitel Aspirin – Medikament ‚bis in alle Ewigkeit‘ nur Hoffmann und Dreser als Erfinder genannt (und wird Heroin beredt verschwiegen).

Einführungsveröffentlichungen
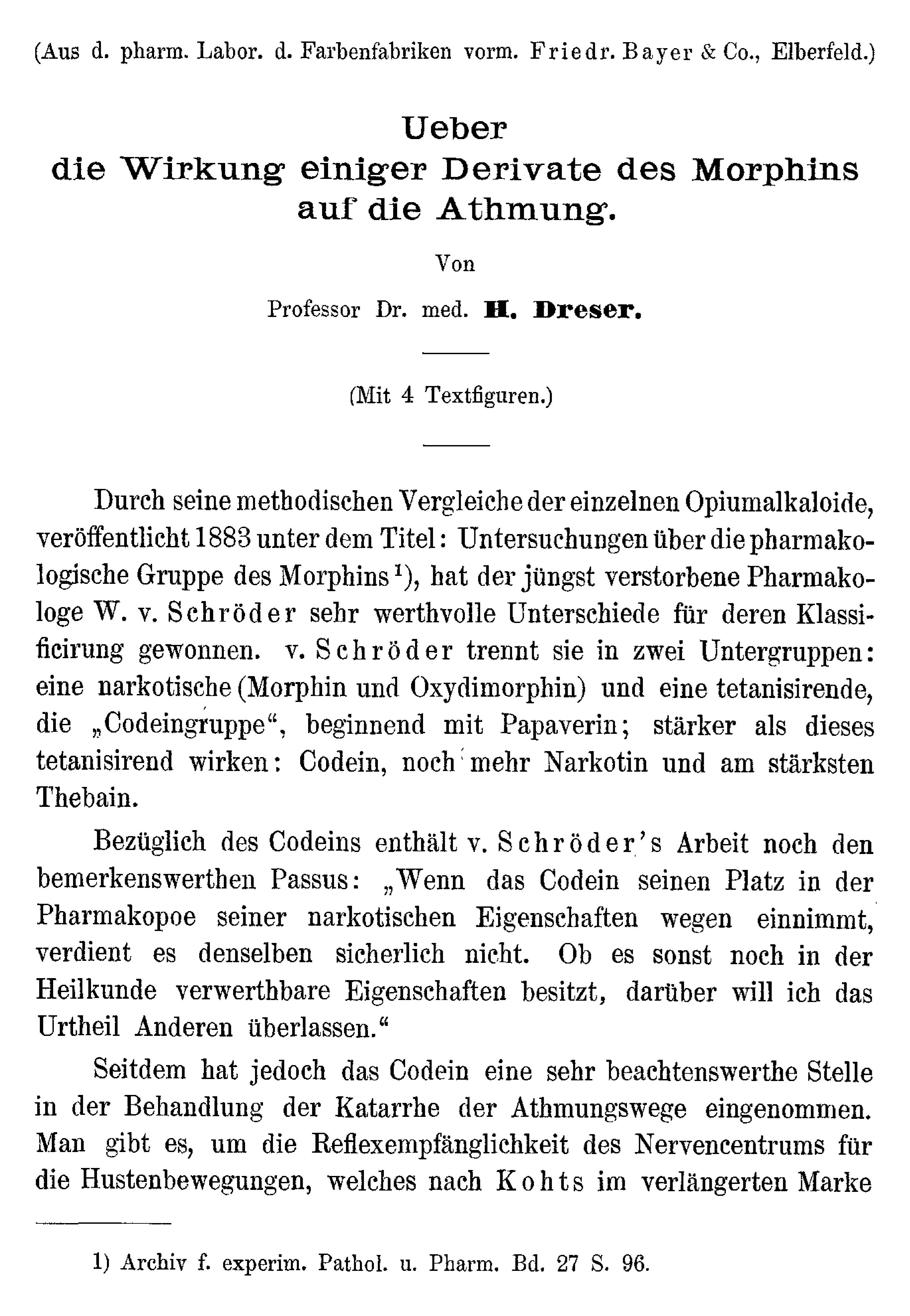
Dresers pharmakologische Vorstellung des Heroins
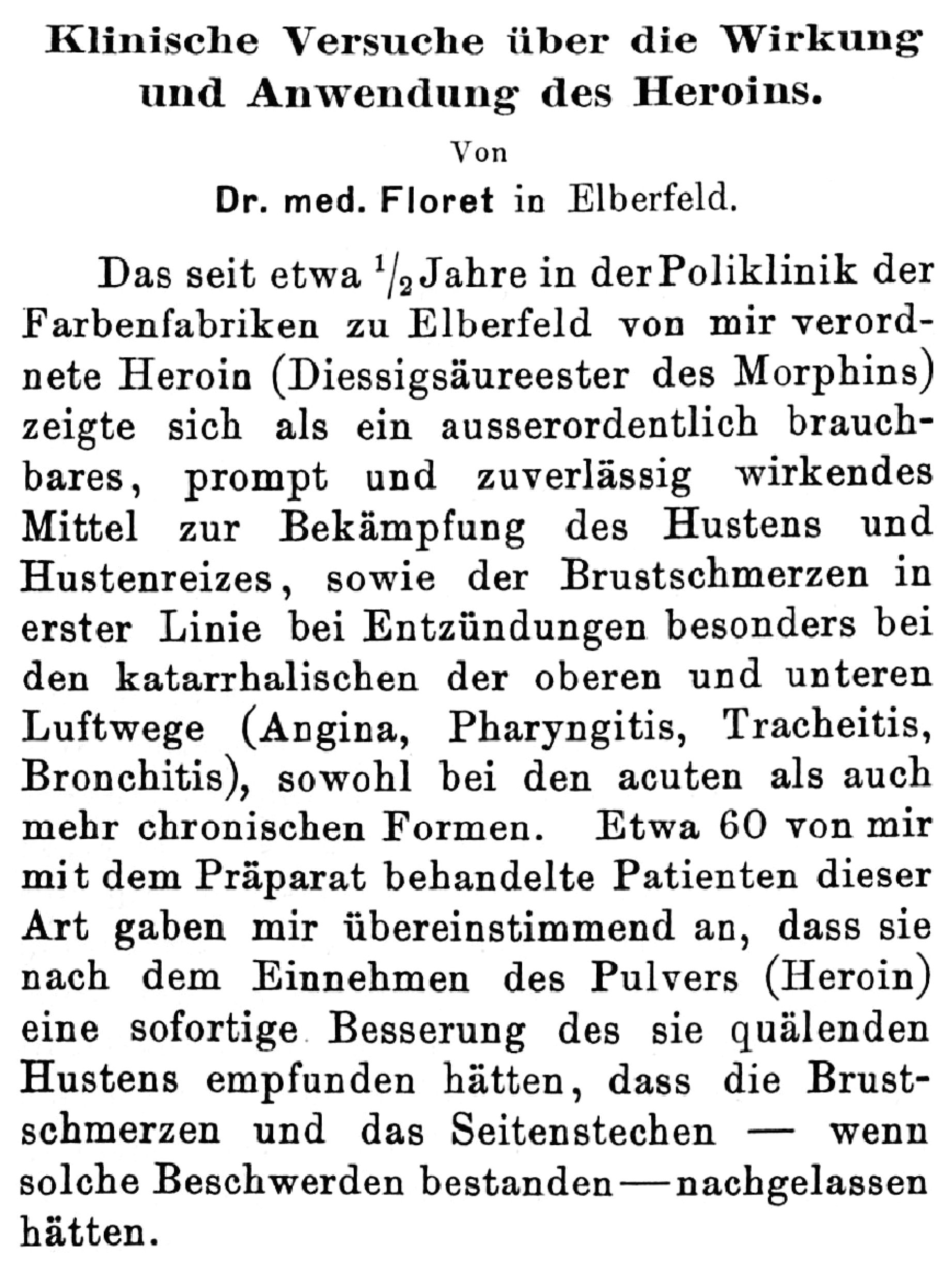
Florets erster klinischer Bericht über Heroin
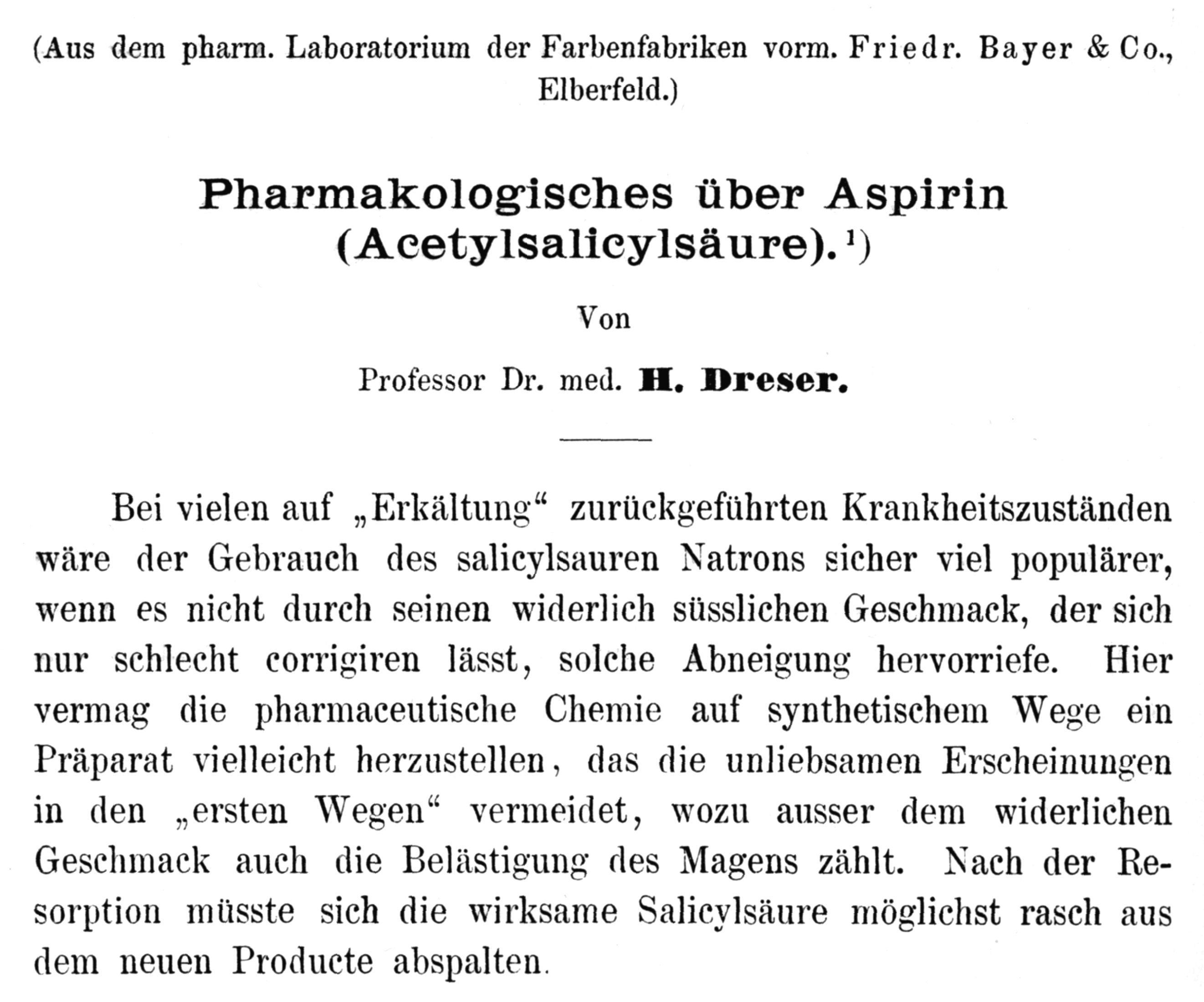
Dresers pharmakologische Vorstellung des Aspirins
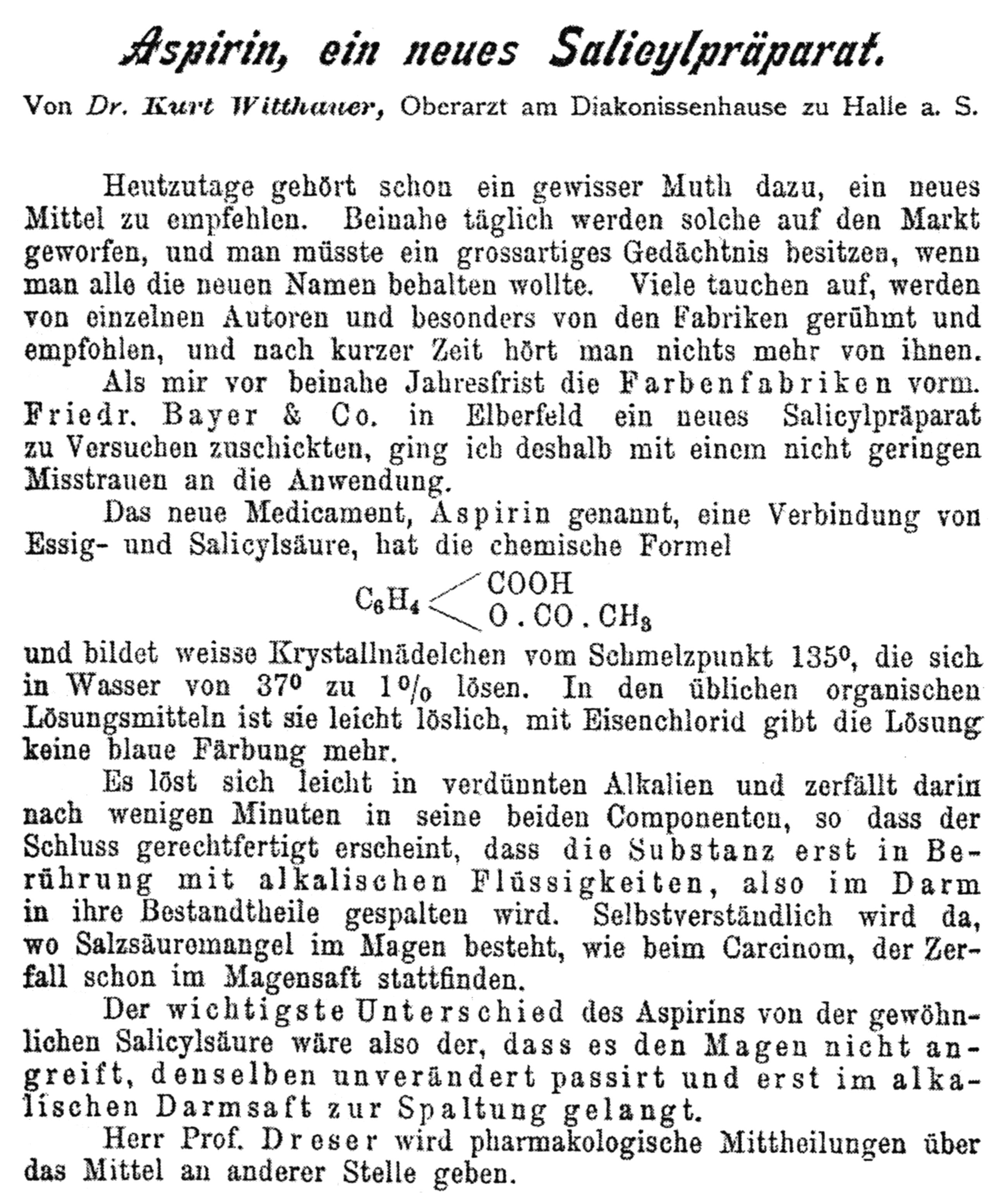
Witthausers erster klinischer Bericht über Aspirin

### Heroin
Dresers zwei erste Publikationen über Heroin erschienen schon 1898, die eine, mehr für experimentelle Pharmakologen, im Archiv für die gesammte Physiologie des Menschen und der Thiere, die andere, mehr für Kliniker, in den Therapeutischen Monatsheften. Er verglich darin das als Antitussivum beliebte, wissenschaftlich aber kaum bearbeitete Codein, ein Methyl-Morphin, mit drei anderen Morphinderivaten, eines davon eben „der Di-Essigsäure-Ester des Morphins, den Farbenfabriken vorm. Friedrich Bayer & Co. zu Elberfeld geschützt unter dem Namen: ‚Heroin‘“.
„Bei der Vergleichung der bereits wirksamen Gabe mit der tödtlichen Gabe stellte sich am Kaninchen … eine ausgesprochene Differenz zu Gunsten des Heroin heraus“: Heroin dämpfte die Atmung stärker als Codein und besaß eine größere therapeutische Breite. Gestützt auf seine spirometrische Expertise aus der Lobelin-Untersuchung prüfte Dreser weiter. Heroin setzte die Atemfrequenz herab, erhöhte aber das Atemzugvolumen: „eine ökonomische Umänderung der Athemzüge …, derart, dass durch Heroin die Leistungen des einzelnen Athemzuges in jeder der untersuchten Richtungen vortheilhaft gesteigert sind“. Die Empfindlichkeit des Atemzentrums gegenüber Kohlendioxid und Sauerstoffmangel blieb gleich, der Sauerstoffverbrauch des Körpers wurde reduziert, und das ohne „Alteration des Bewusstseins“. „Die Messung des Sauerstoffconsums klärt uns ferner darüber auf, dass das Bedürfniss des Organismus nach Sauerstoff durch Ruhigstellung überflüssiger Muskelbewegungen heilsam reducirt wird, ebenso erstrebt auch der Arzt durch das Verbot unnöthigen Sprechens eine Schonung der Lunge. Die Verminderung des von der Lunge zu leistenden Gaswechsels schont das Organ ebenfalls, und zwar wirkt Heroin in dieser Hinsicht intensiver und anhaltender als Codein.“ Schließlich: „Als Medicament gegen Husten habe ich das Heroin beim Menschen zu <10 mg> sehr wirksam befunden, nach Mittheilung des Herrn Dr. Floret genügen bei Vielen schon 5 Milligramm als Einzeldose mit ganz den gleichen Indicationen, unter welchen <30 mg> Codeinphosphat ordinirt werden.“
Der Bericht von Theobald Floret, Werksarzt bei Bayer, schloss sich in den Therapeutischen Monatsheften unmittelbar an. "Das seit etwa 1/2 Jahre in der Poliklinik der Farbenfabriken zu Elberfeld von mir verordnete Heroin … zeigte sich als ein außerordentlich brauchbares, prompt und zuverlässig wirkendes Mittel zur Bekämpfung des Hustens und Hustenreizes sowie des Brustschmerzes in erster Linie bei Entzündungen besonders bei den katarrhalischen der oberen und unteren Luftwege (Angina, Pharyngitis, Tracheitis, Bronchitis), sowohl bei den acuten als auch mehr chronischen Formen. Etwa 60 von mir mit dem Präparat behandelte Patienten dieser Art gaben mir übereinstimmend an, dass sie nach dem Einnehmen des Pulvers (Heroin) eine sofortige Besserung des sie quälenden Hustens empfunden hätten, dass die Brustschmerzen und das Seitenstechen – wenn solche Beschwerden bestanden – nachgelassen hätten. ‚Herr Dr., die Pulver, die Sie mir gaben, thun sehr gut.‘ … Einer von derartigen Patienten erklärte mir, dass ihm bisher keine Medicin so gut gethan habe wie mein Pulver. … Bei der Behandlung der Lungentuberculose leistete mir das Heroin ebenfalls sehr werthvolle Dienste. … Ungünstige Nebenwirkungen scheinen dem Präparat nicht anzuhaften. … Eine Angewöhnung an dasselbe scheint nicht einzutreten."
Die Artikel lösten eine Flut von Publikationen aus, teils zustimmend, teils ablehnend, 13 allein in der zweiten Hälfte des Jahres 1899 in der Münchener medicinischen Wochenschrift. Der schärfste Kritiker war Dresers hallescher Kollege Erich Harnack.
„Ich bin nach Allem, was wir bis jetzt über das Heroin vom Thier und vom Menschen wissen, der Meinung, dass die Uebergabe des Mittels an die Praxis eine vorschnelle gewesen und dass damit ein überaus gefährliches Gift dem ahnungslosen Praktiker in die Hand gegeben worden ist, in Betreff dessen nicht genug zur Vorsicht gemahnt werden kann. Ich erkenne rückhaltlos an, dass Dreser in dem guten Glauben gehandelt hat, dass seine eingehende Experimentalstudie am Kaninchen zur ‚gewissenhaften therapeutischen Empfehlung‘ des Mittels genügend sei, aber ich glaube doch, dass Dreser dabei zwei fundamentalen Thatsachen nicht genug Beachtung geschenkt hat.“ Erstens habe Dreser zu sehr der Übertragbarkeit tierexperimenteller Befunde auf den Menschen vertraut, zweitens die Möglichkeit einer Toxizitätssteigerung durch Acetylierung unterschätzt. „Das grosse Publicum“ warnte Harnack: „Man hat nämlich das Mittel schon in die Hände von Laien gebracht und in Alpenclubs empfohlen, es zur Linderung der Athembeschwerden beim Bergsteigen in Anwendung zu bringen. … Hier heisst es: Principiis obsta, sonst haben wir nächstens eine neue Form chronischer Medicinalvergiftung zu registriren, nämlich einen Heroinismus! Vor dem Morphin haben Aerzte und Laien einigen Respect; es durch Heroin zu ersetzen, heisst den Teufel durch Beelzebub austreiben, ganz so, wie seinerzeit der Morphinismus durch den gefährlicheren Cocainismus ‚ersetzt‘ wurde.“ Heroin gehöre „zu den giftigsten Substanzen unseres Arzneischatzes. Man muss es den Urhebern dieses ‚neuen‘ Heilmittels lassen, dass die den richtigen Namen dafür gewählt haben; es gehört wirklich unter die ‚Heroica‘.“
Dreser antwortete im selben Jahrgang der Münchener medicinischen Wochenschrift nicht weniger polemisch, und Harnack schrieb im selben Jahrgang noch einmal eine Erwiderung. Am Ende behielt Harnack mit seiner Warnung recht. Zwar nannte Bayer 1905 unter den zahlreichen Indikationen auch den Morphinentzug, aber Paul Trendelenburg, einer der bekanntesten Pharmakologen seiner Zeit, schrieb in seinen Grundlagen der allgemeinen und speziellen Arzneiverordnungen 1926 kurz: „Heroin … sollte wegen der stärkeren Nebenwirkungen und der großen Gefahr des Heroinismus nicht gegeben werden.“
Dresers Irrtum war, in Heroin ein Opioid mit einem günstigeren Wirkungsspektrum als Morphin und Codein zu sehen. Heroin besitzt aber die typischen Wirkungen der Opioide, modifiziert durch seine besondere Pharmakokinetik: Dank hoher Lipophilie dringt es rasch ins Gehirn ein und wird dort rasch zu 6-Monoacetylmorphin hydrolysiert, das dann µ-Opioidrezeptoren stark aktiviert.

Jugendstil
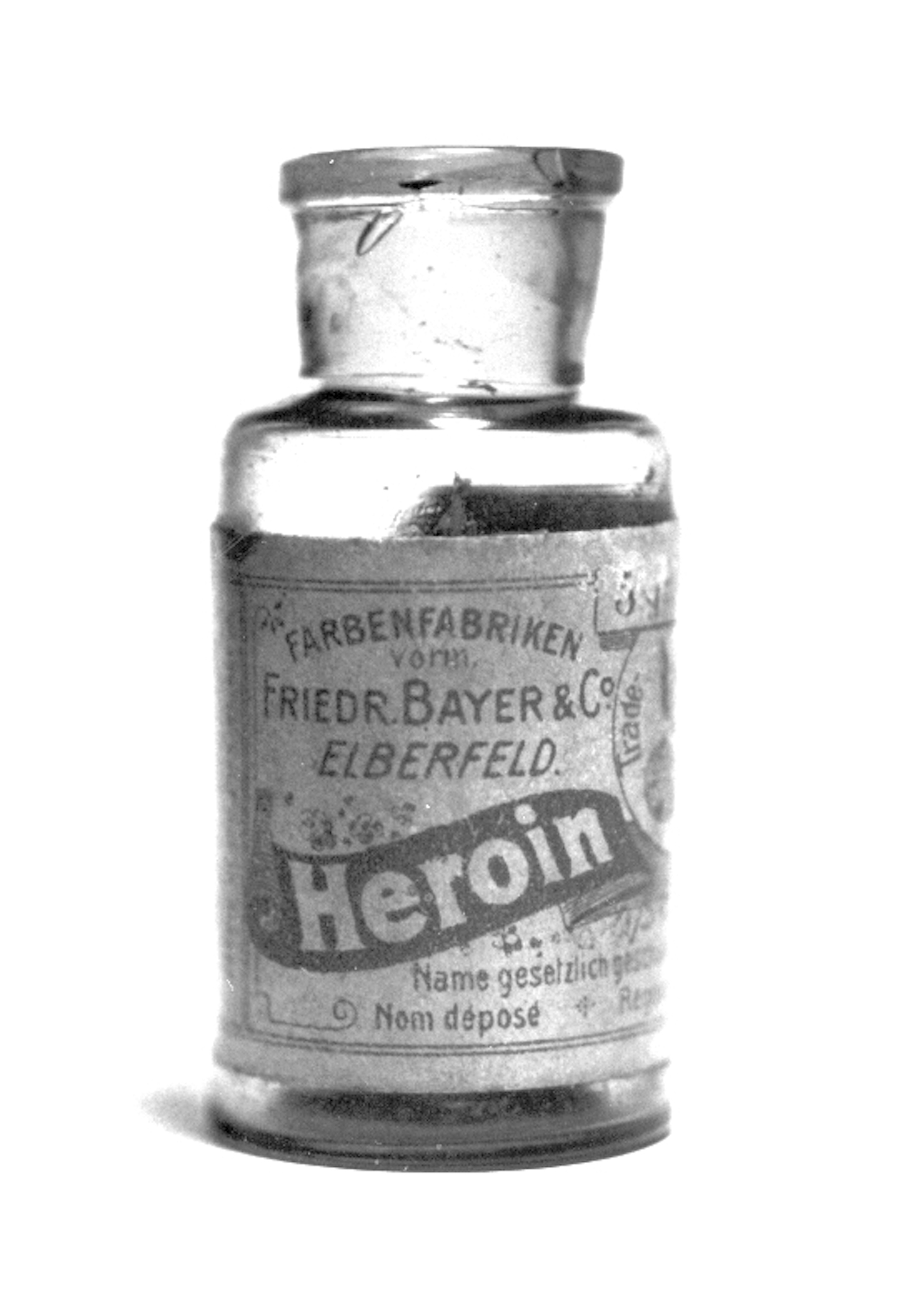
Fläschchen für Heroin, kurz nach 1900
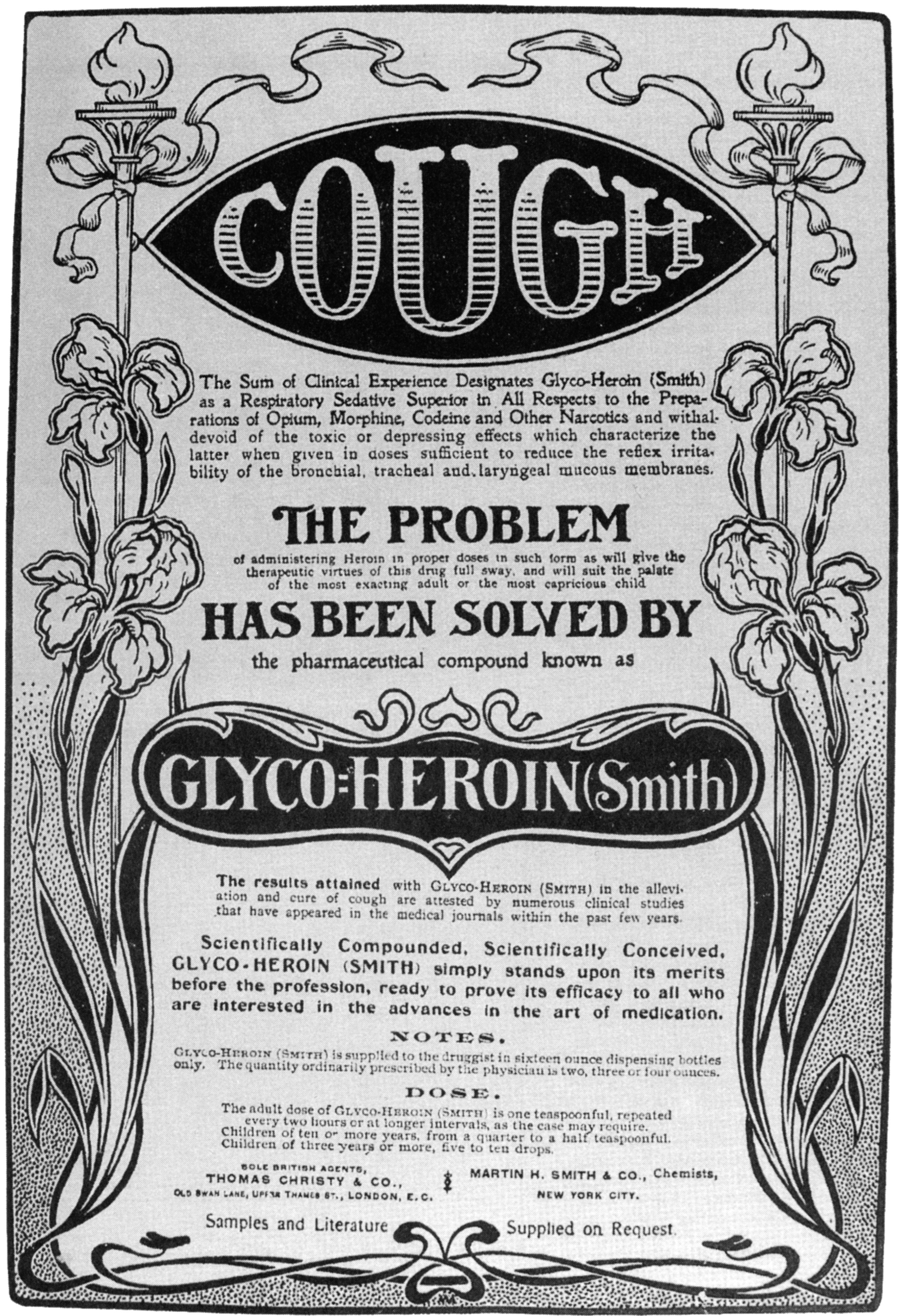
Werbung, um 1905
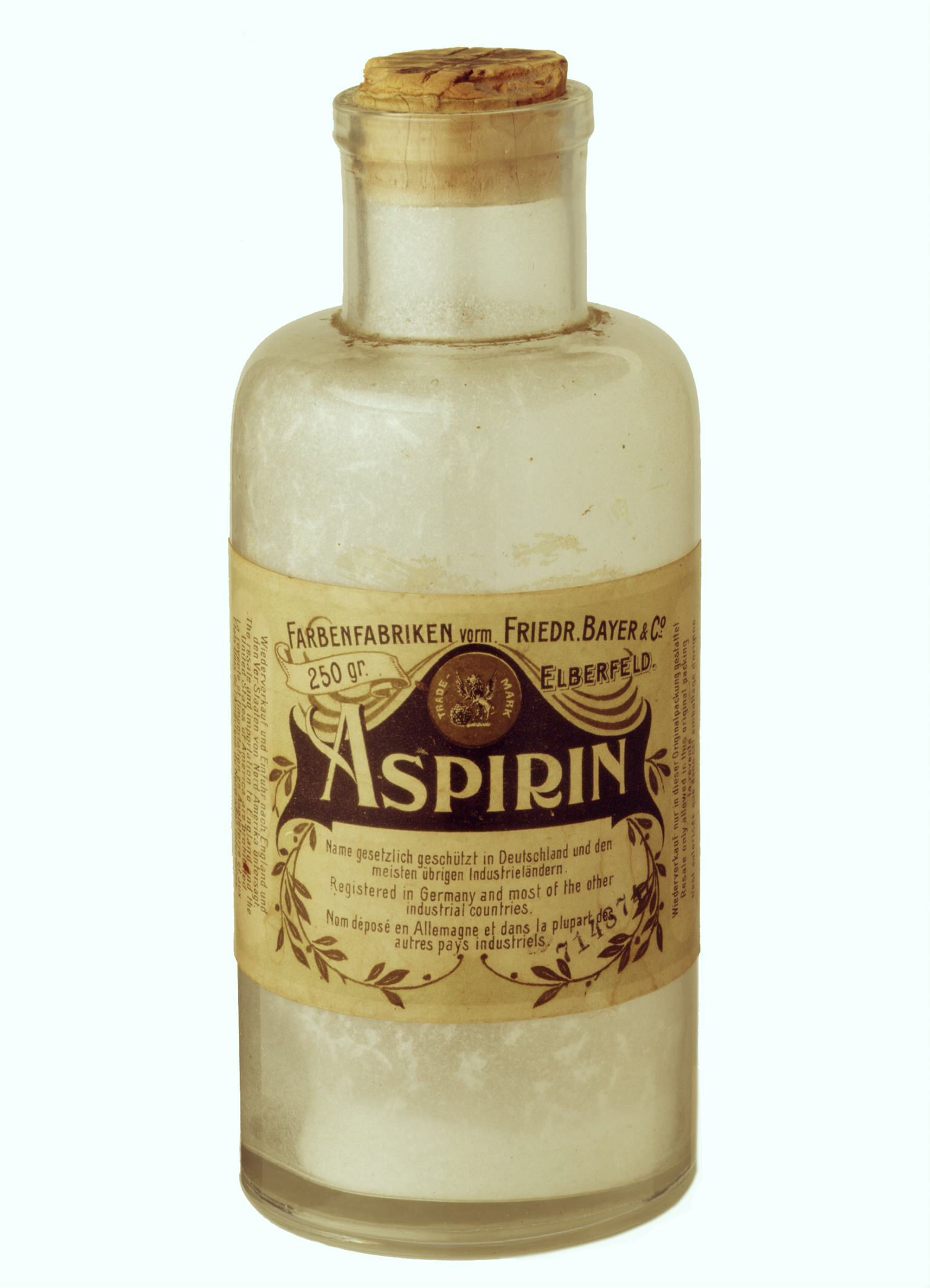
Fläschchen für Aspirin, um 1900

### Aspirin
Die Salicylsäure war ein etabliertes fiebersenkendes, schmerzlinderndes und entzündungshemmendes Medikament. Dreser leitet seinen ersten Bericht im Archiv für die gesammte Physiologie des Menschen und der Thiere ein: „Bei vielen auf ‚Erkältung‘ zurückgeführten Krankheitszuständen wäre der Gebrauch des salicylsauren Natrons sicher viel populärer, wenn es nicht durch seinen widerlich süsslichen Geschmack, der sich nur schlecht corrigiren lässt, solche Abneigung hervorriefe. Hier vermag die pharmaceutische Chemie auf synthetischem Wege ein Präparat vielleicht herzustellen, das die unliebsamen Erscheinungen in den ‚ersten Wegen‘ vermeidet, wozu ausser dem widerlichen Geschmack auch die Belästigung des Magens zählt. Nach der Resorption müsste sich die wirksame Salicylsäure möglichst rasch aus dem neuen Producte abspalten.“ Besserer Geschmack, bessere Magenverträglichkeit und schnelle Freisetzung der Salicylsäure waren das Ziel des Forschertrios bei Bayer.
In der Tat war bei der Acetylsalicylsäure der unangenehme durch einen „angenehmen herb-säuerlichen Geschmack“ ersetzt.
Um lokale Gewebeschädigungen zu erkennen, applizierte Dreser Acetylsalicylsäure und Salicylsäure auf die durchsichtigen Schwimmflossen kleiner Fische. Beim Kontakt mit Salicylsäure wurden sie rasch opak, beim Kontakt mit Acetylsalicylsäure weniger. Die letztere war also vermutlich besser magenverträglich.
Schließlich zerfiel Acetylsalicylsäure wie erhofft je nach den Lösungsbedingungen mehr oder weniger rasch in Salicyl- und Essigsäure. „Mit der leichten Spaltbarkeit des Aspirins … steht auch dessen Verhalten im Stoffwechsel im Einklang. Bereits 22 Minuten nach Einnahme von 1 g Aspirinnatrium erhielt ich in meinem Harn durch Eisenchlorid die Salicylreaktion direct. Es war also die Acetylgruppe mindestens schon theilweise abgespalten worden. …Die Ausscheidung war, wie aus dem Verschwinden der Salicylreaktion aus dem Harn zu schliessen, bei mir meist 12 Stunden nach der Einnahme des Aspirins beendet.“
Wie beim Heroin wurde Dresers pharmakologische Vorstellung klinisch flankiert. Kurth Witthauer, Arzt am Diakonissenhaus in Halle, schrieb nach Erfahrungen mit fünfzig Patienten: „Das Salicyl ist und bleibt von den bis jetzt bekannten Mitteln das beste gegen Rheumatismus und verwandte Krankheiten. … Hätte das Salicyl keine üble Wirkung auf die Verdauungsorgane und verursachte es nicht so häufig das lästige Ohrensausen, schmeckte es nicht so abscheulich, dann wäre sein Einfluss auf die genannten Krankheiten beinahe ideal zu nennen. Ich glaube nicht zu optimistisch zu urtheilen, wenn ich behaupte, dass wir diesem Ideal mit der Anwendung des Aspirins näher gerückt sind. … Stets nahmen es die Kranken gern und ohne Widerstreben, und solche, die schon vorher andere Salicylpräparate bekommen hatten, rühmten den bei weitem angenehmeren Geschmack. … Ich kann im Allgemeinen hinzusetzen, dass die Kranken unwillig waren, wenn wir das Aspirin wegen mangelnden Vorrathes aussetzen mussten. … Das Mittel versagte nie in seiner Beeinflussung der Schmerzen, der Schwellungen und des Fiebers und übte nie eine ungünstige Wirkung auf Herz und Magen auch bei den schweren Kranken aus. Es war erstaunlich, wie gut sich der Appetit auch bei Patienten erhielt, die Aspirin lange Zeit nehmen mussten.“

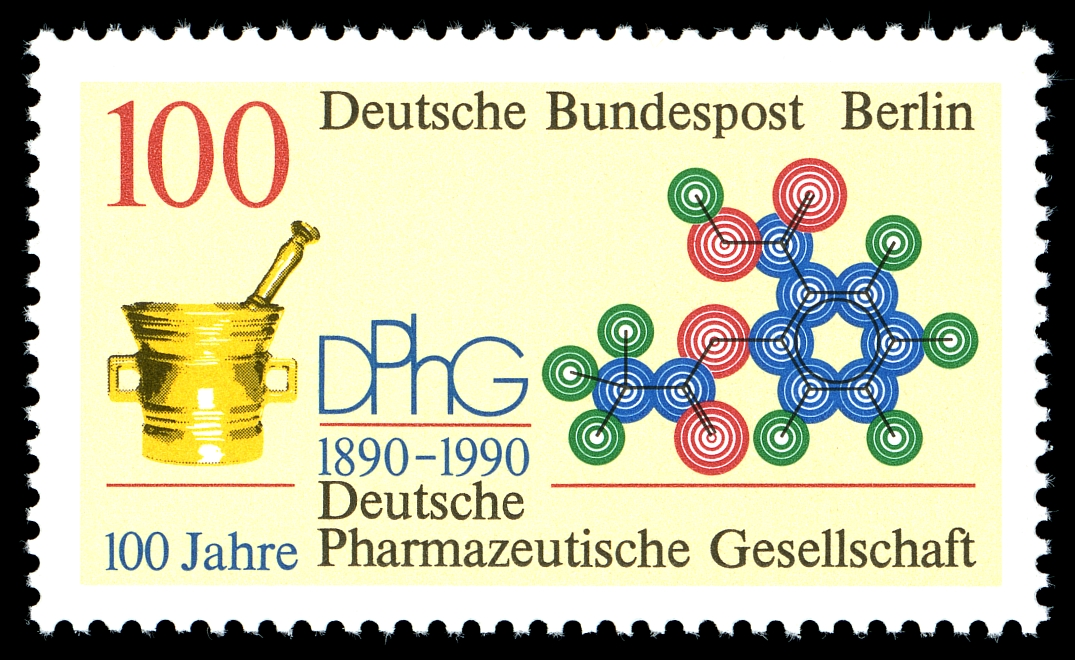
100-Pfennig-Briefmarke von 1990 mit der Strukturformel der Acetylsalicylsäure

Die Acetylsalicylsäure hat ihren Platz als Arzneistoff behauptet, sogar ausgebaut. Paul Trendelenburg schrieb in seinem Arzneiverordnungsbuch 1926 (s. o.): „Einen wichtigen Fortschritt brachte die Einführung des Essigsäureesters der Salizylsäure (Asprin, durch Dreser 1899). … Zur Senkung der gesteigerten Körpertemperatur bei Infektionskrankheiten wird die Salizylsäure seit der Einführung des Azetylesters derselben (Aspirin) … viel seltner verwandt. … Die analgetische Wirkung, die wie bei fast allen Fiebermitteln auch der Salizylsäure eigen ist, ist bei der Azetylsalizylsäure … in so viel stärkerem Maße ausgeprägt, daß die Salizylsäure bei Neuralgie und Migräne wenig verwandt wird. … Wegen der geringeren magenreizenden Wirkung ist [Acetylsalicylsäure der Salicylsäure] vorzuziehen.“ Thomas Mann erwähnt in seinen Tagebüchern von 1918 bis 1955 Acetylsalicylsäure 75-mal (so am 10. Dezember 1918 „nachmittags Aspirin, auf das ich wunderbar reagiere“; Heroin einmal, am 1. April 1943 „Halsübel sehr belästigend. Husten verringert durch Heroin. Schönes, warmes Wetter. … Rommel verteidigt sich weiter in Tunesien“) unter insgesamt 1189 Arznei-Erwähnungen. Die Liste der unentbehrlichen Arzneimittel der Weltgesundheitsorganisation enthält Acetylsalicylsäure in ihrer 17. Ausgabe vom März 2011 dreimal: als Nichtopioid-Analgetikum für leichte Schmerzen und Fieber, als Mittel bei einer akuten Migräne-Attacke und als Thrombozytenaggregationshemmer zur Prophylaxe gegen Schlaganfall und bei Herzinfarkt.
Doch irrte Dreser auch hier fundamental. Wie aus seiner Einleitung hervorgeht, setzte er voraus und stellte diese Voraussetzung nie in Frage, dass Acetylsalicylsäure durch Hydrolyse zu Salicylsäure wirkte, dass letztere der eigentliche Wirkstoff war, die Acetylsäure dagegen ein Prodrug. Wie der Irrtum korrigiert und fruchtbar wurde, hat der englische Pharmakologe Henry Oswald Jackson Collier (1912–1983), der selbst einschlägig forschte, in seiner Story of aspirin dargestellt.
- Am Anfang stand die Wirksamkeit der Weidenrinde und der in ihr enthaltenen Salicylsäure.
- 1897 entwickelte Felix Hoffmann, vielleicht auf Anregung von Arthur Eichengrün, die erste industriell nutzbare Acetylsalicylsäuresynthese, und Dreser testete den Stoff pharmakologisch.
- In den Jahren darauf beobachtete man, dass Acetylsalicylsäure zuweilen stärker wirkte als Salicylsäure und deshalb nicht auf dem Weg über sie. Seit 1959 wurde das eindeutig, so bei der Thrombozytenaggregation, die durch Acetylsalicylsäure stark, durch Salicylsäure aber nicht gehemmt wurde.
- Collier verstand in den 1960er Jahren Fieber, Schmerz und Entzündung als Abwehrreaktionen des Körpers und vermutete in Acetylsalicylsäure und analogen nicht-steroidalen Antirheumatika Stoffe, die in die Entstehung dieser defensive reactions eingriffen.
- 1971 fand der britische Pharmakologe John Robert Vane, dass Aspirin und andere nicht-steroidale Antirheumatika die Biosynthese von Prostaglandinen hemmten,[40] wofür er 1982 zusammen mit den schwedischen Biochemikern Sune Bergström und Bengt Samuelsson mit dem Nobelpreis für Physiologie oder Medizin ausgezeichnet wurde.
- War das der Kulminationspunkt, so doch nicht der Endpunkt. Als Grund für die besondere Wirkstärke der Acetylsalicylsäure stellte sich heraus, dass sie die Prostaglandin-bildenden Enzyme, die Cyclooxygenasen, acetylierte. Durch die Atombindung zwischen Inhibitor und Enzym unterscheidet sie sich von allen anderen nicht-steroidalen Antirheumatika. Schließlich löste die Erkenntnis 1990 bis 1993, dass es mindestens zwei Cyclooxygenasen gibt, weitere Bemühungen der pharmazeutischen Industrie aus, die indes vorderhand nicht zu einem „Super-Aspirin“, sondern zum Vioxx-Skandal geführt haben.[41]

### Die Prioritätsfrage
Um die Priorität – primär bei der Herstellung der Acetylsalicylsäure – entstand nach dem Zweiten Weltkrieg eine kontroverse Diskussion. Die Laborjournale Hoffmanns belegen, dass er es war, der am 10. August 1897 erstmals die Acetylsalicylsäure synthetisierte. Nach der Überlieferung wollte er seinem Vater, der an Arthritis litt und Salicylsäure einnahm, ein besser verträgliches Präparat verschaffen. 1949 aber behauptete Eichengrün, der als "privilegierter Volljude" erst 1944 ins Konzentrationslager Theresienstadt deportiert und 1945 durch die Rote Armee befreit worden war, er habe die Idee gehabt, Hoffmann habe sie nur ausgeführt. Dreser habe die Einführung verzögert, weil er den Stoff für herzschädigend gehalten habe, und er, Eichengrün, habe die klinische Prüfung durchgesetzt.
Die Prioritätsfrage ist dreimal eingehend untersucht worden, durch Michael de Ridder, den Pharmaziehistoriker Walter Sneader und die Chemiehistorikerin Elisabeth Vaupel. De Ridder bezieht das Heroin mit ein und folgert, „daß die Quellenlage uneindeutig ist und dennoch mehr dafür als dagegen spricht, daß die Erfindung von Aspirin und Heroin einer kollektiven wissenschaftlichen Leistung entsprach“ – dass die traditionelle Zuerkennung an Hoffmann allein also unbegründet ist. Sneader schreibt (aus dem Englischen): „Am wahrscheinlichsten ist, dass Arthur Eichengrün die Wahrheit sagte, als er schrieb, die Acetylsalicylsäure sei unter seiner Anleitung synthetisiert und ohne seine Intervention 1899 nicht eingeführt worden.“ Nach Vaupel war die „Synthese und Markteinführung wohl nicht das Werk eines einzelnen Mannes, sondern das Ergebnis von Teamwork…: Die Anregung, die pharmazeutischen Eigenschaften der lang bekannten Salicylsäure durch eine Acetylierung so zu modifizieren, dass dadurch ein besser verträgliches Medikament entstand, hatte Hoffmann vermutlich Eichengrün zu verdanken. … So bleibt Eichengrüns Behauptung, der Mitentdecker des Aspirins gewesen zu sein, glaubhaft, aber durch schriftliche Quellen unbelegbar.“